# Thomas Reichstein

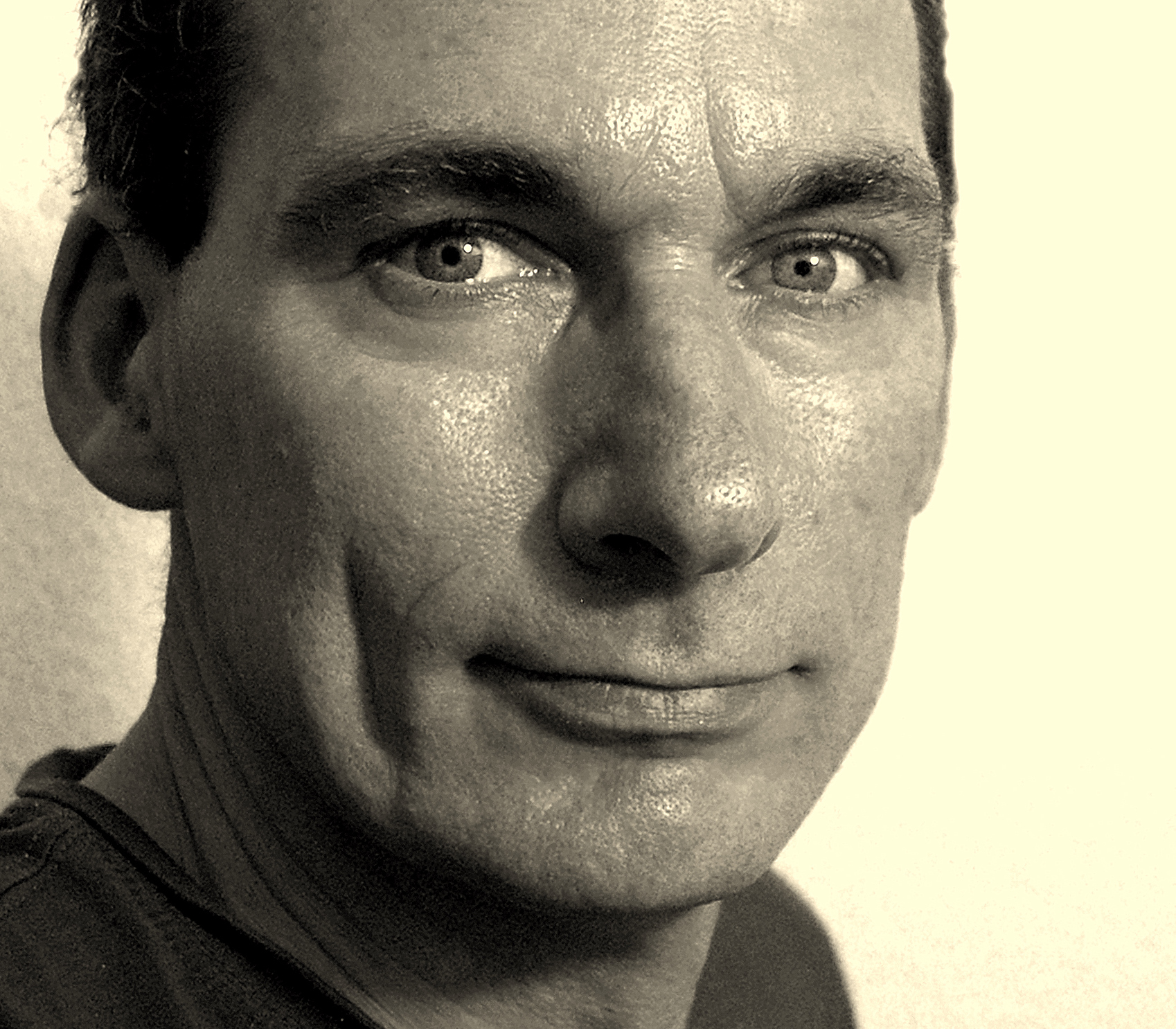
Porträt Thomas Reichstein 2011

Thomas Reichstein (* 1960 in Halle (Saale)) ist ein deutscher Bildhauer.

## Leben
Thomas Reichstein wuchs in Halle an der Saale in einem Geologenelternhaus auf. Nach einer Gärtnerlehre in Leipzig studierte er Landschaftsarchitektur an der TU in Dresden von 1982 bis 1984 zum vierten Semester. Danach studierte Reichstein im Direktstudium Bildhauerei an der Hochschule für Bildende Künste Dresden bei Professor Klaus Schwabe mit dem Diplomabschluss 1990.
Ein Gastsemester absolvierte er im Frühjahr 1989 an der Hochschule für Kunst, Burg Giebichenstein in Halle/Saale bei Irmtraud Ohme im Fachbereich Metallgestaltung.

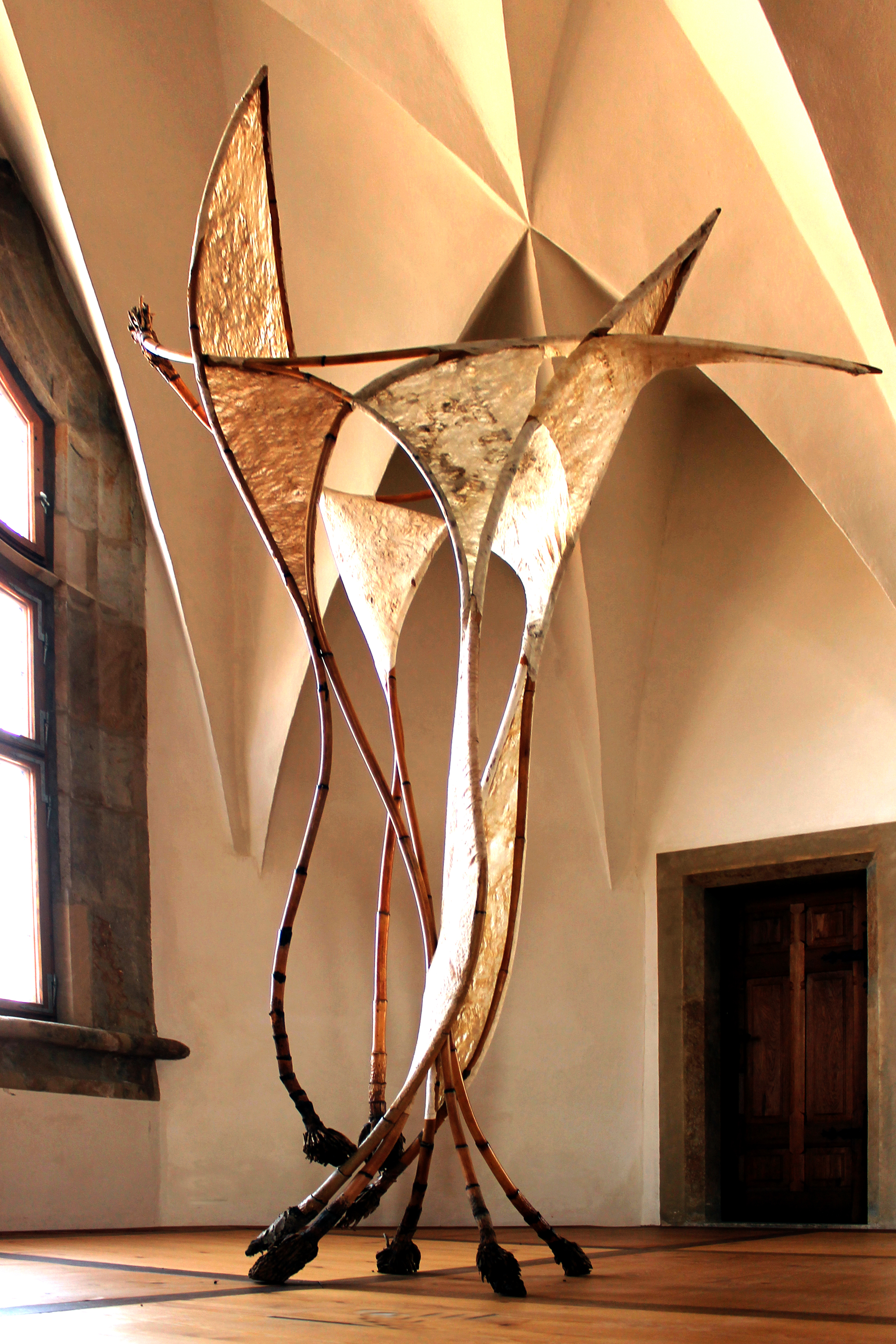
„Altar der Lebensfreude“ in der Ausstellung Gotik neu gedacht in der Albrechtsburg (2021)

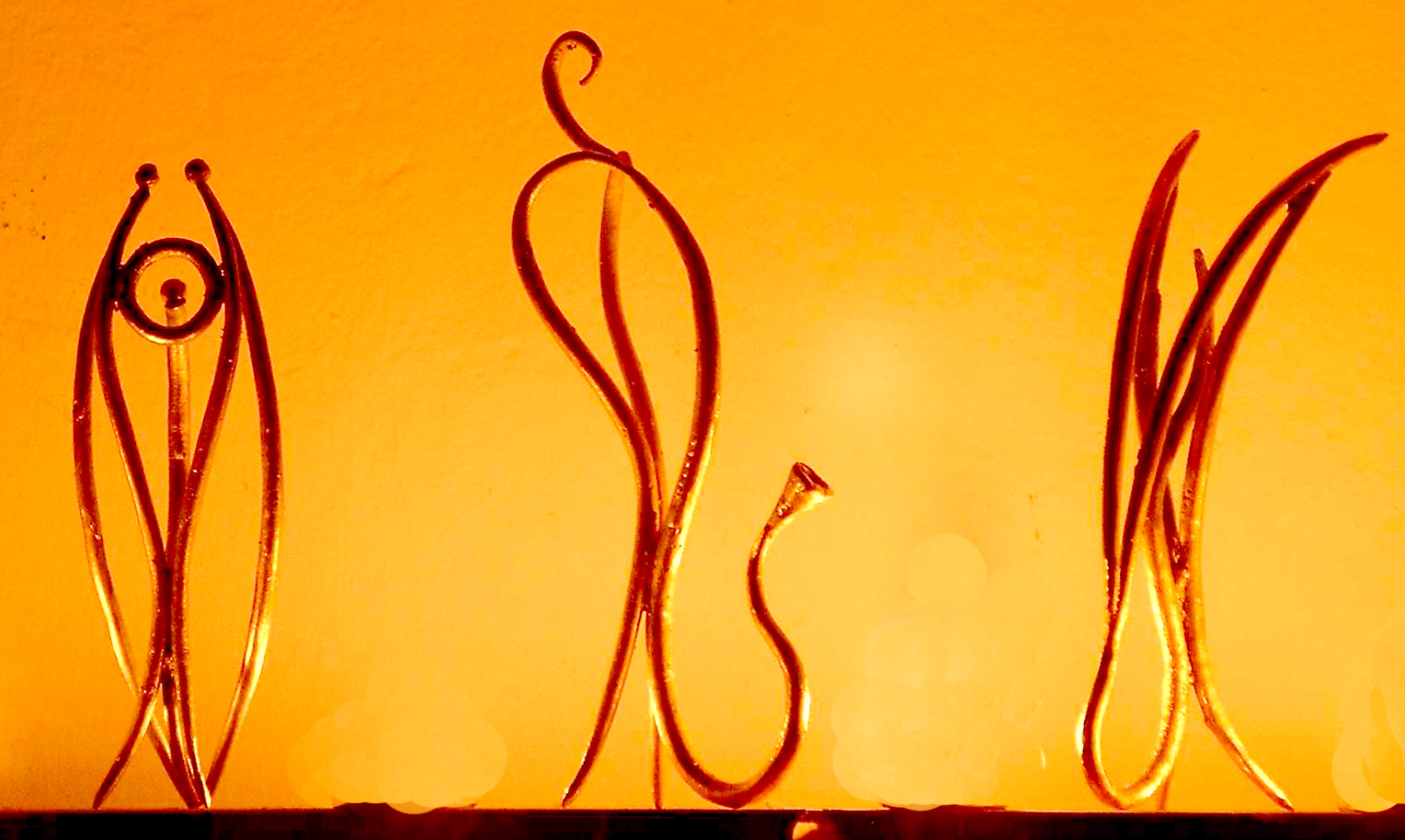
Drei Messingfiguren vom Aufenthalt in Ghana 2003

Als freischaffender Bildhauer arbeitete Thomas Reichstein von 1992 bis 1997 in Ghana bei den Gelbgießern der Ashanti in Krofrom bei Kumasi jährlich für drei Monate. Die Ergebnisse wurden erstmals 1994 im Magdeburger Kunstmuseum Kloster Unser Lieben Frauen gezeigt. 1995 und 1996 erlernte er das Malanganschnitzen auf der Insel Neuirland in Papua-Neuguinea.

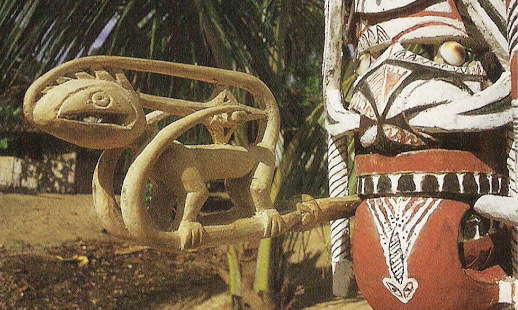
Zwei hölzerne Malangan-Skulpturen, in Neuirland geschnitzt

In Folge entwickelte Thomas Reichstein eine spezielle Art von Rattan-Rindenbaststoff-Plastiken. 1997 gewann er einen Wettbewerb der Semperoper Dresden für eine seitdem jährlich mehrfach vergebene Preisskulptur. Seine Einreichung überzeugte die Jury durch die Balance aus Abstraktion und Gegenständlichkeit. Damit gelang der Bezug auf Musik, Gesang und Tanz den Grundelementen der Oper in gleichberechtigter Weise. Seitdem erhielt Reichstein weitere Aufträge für Preisplastiken aus Politik und Wirtschaft (beispielsweise Dresdner Marketingpreis, MTM-Award).
Vom 1. Januar 1998 bis zum 31. Dezember 1998 lehrte Thomas Reichstein in der sächsischen Steinmetzschule in Demitz-Thumitz. Er entwickelte dort das steinmetzspezifische Fach Grundlagen der Gestaltung und lehrte dabei unter anderem Freihandzeichnen, Entwerfen und Modellieren nach der Natur. Seit 1999 arbeitet Thomas Reichstein mehrere Monate jährlich in einer Buddhagießerei in Ban Pong. Von 1999 bis 2005 entstand hier eine Serie abstrakter Plastiken.

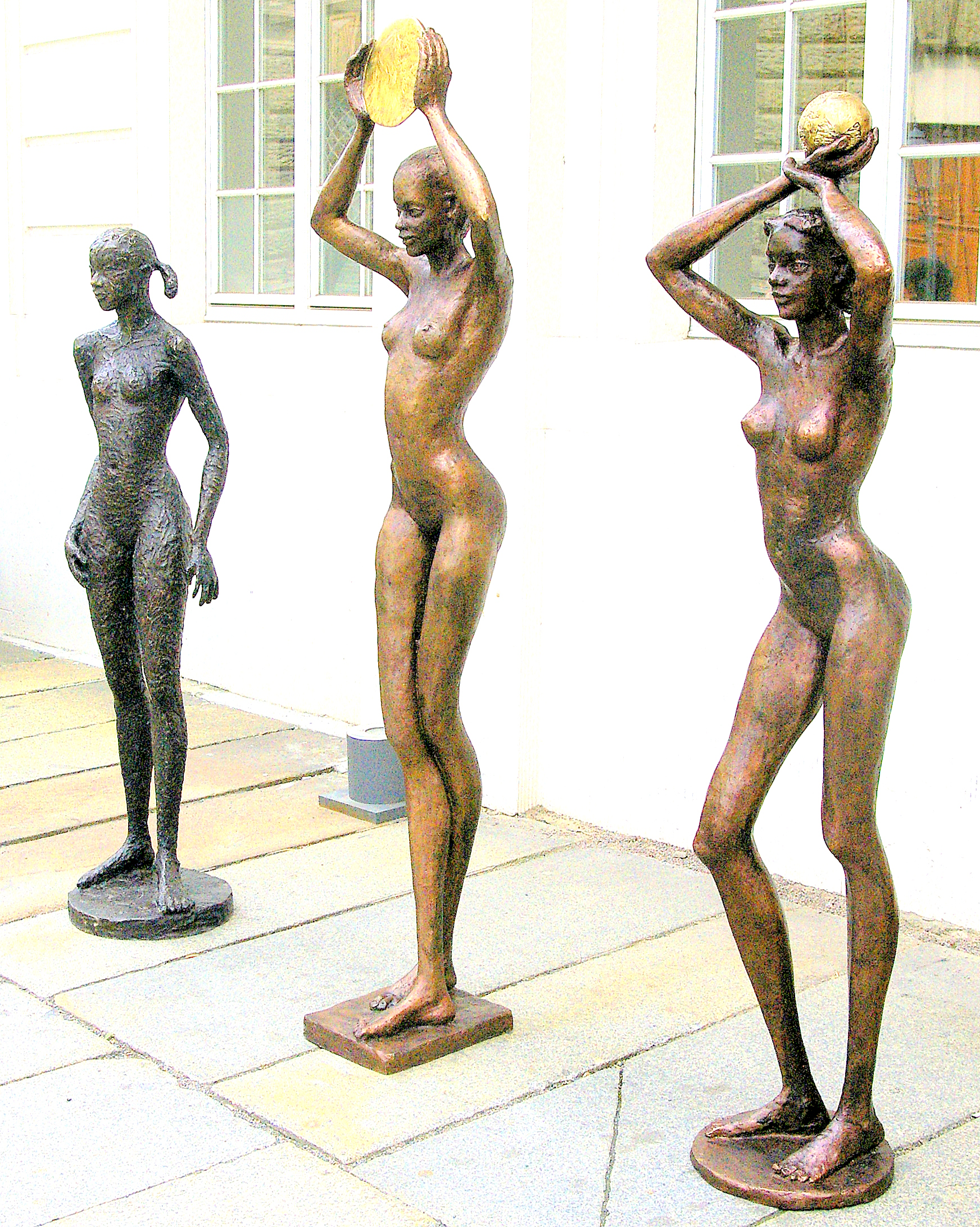
Drei Grazien vor dem Albertinum

Seit 2006 wendet sich Thomas Reichstein auch wieder verstärkt der menschlichen Figur zu. So schuf er beispielsweise im Jahr 2009 eine Gruppe von Nereiden-Darstellungen, inspiriert von klassischen griechischen Vorbildern aus dem Britischen Museum in London.

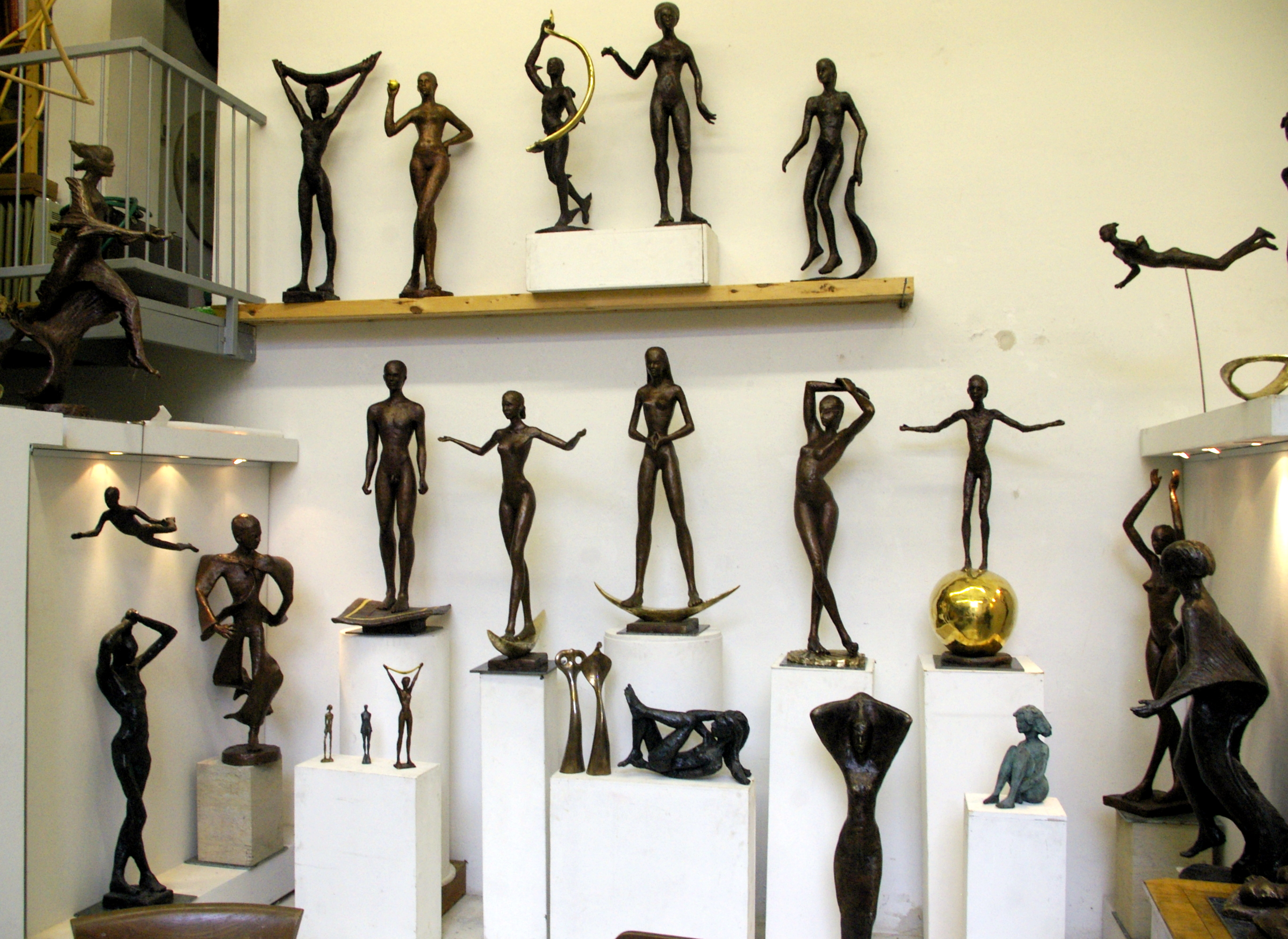
Figurenübersichtsbild

Thomas Reichstein war von 2000 bis 2012 Vorsitzender des Sächsischen Künstlerbundes/Landesverband Bildende Kunst Sachsens e. V. und von 1997 bis 2012 Vorstandsmitglied des Dresdner Künstlerbundes. 2005 war er kommissarisches Mitglied des Bundesvorstandes des Bundesverbandes Bildender Künstlerinnen und Künstler (BBK). Seit 2012 ist Thomas Reichstein der Vorstandsvorsitzender des Neuen Sächsischen Kunstvereins. Thomas Reichstein ist Vater von vier Kindern.
Im Jahr 2006 gewann Thomas Reichstein mit einem Exkurs in die Welt der Geometrie. Er gestaltete aus platonischen, archimedischen und catalanischen Körpern eine Polyederring-Freiplastik und erzielt damit bei einem Wettbewerb des Freistaates Sachsen für die Staatliche Studienakademie Riesa den ersten Platz.
Den ersten Preis eines Wettbewerbes der Stadt Jena bekam Reichstein 2007 für seine Plastiken „Big Fish“ und „Saalewelle“. Diese sind sehr direkt in die Neugestaltung der Promenade des Wenigenjenaer Saaleufers eingebunden. Sie sind mit einem Fallschutzuntergrund besonders auch auf Berühren und Befühlen ausgelegt. Das Gesamtprojekt erhielt im Jahr 2009 den Thüringer Landschaftsarchitekturpreis.
Seit 2010 begann Thomas Reichstein ein neues Konvolut aus lebensgroßen Bronzefiguren, das bis 2019 auf 52 Arbeiten angewachsen ist. Diese entwickeln sich von statuarischen Kreationen im Anklang an Lucas Cranach dem Älteren hin zu frei bewegten, tänzerisch-expressiven Darstellungen gewidmet der Paluccaschule in Dresden.

## Auslandsarbeitsaufenthalte
- Bulgarien – Schwarzmeerküste/Plowdiw, 1983, Im Rahmen des Landschaftsarchitekturstudiums wurden hier antike Ausgrabungen studiert und Stadtlandschaftszeichnungen geschaffen.
- Sowjetunion – Leningrad, 1987, Studienreise der Dresdner Kunststudenten zur Eremitage und ins Atelier des Monumentalbildhauers Michail Anikuschin
- Frankreich – Paris, Oktober 1989, Ausstellungsbeteiligung im DDR Kulturzentrum in Paris mit Studienreise
- Ghana – Kumasi 1992–1997 jährliche dreimonatige Arbeitsaufenthalte im Messinggießerdorf Krofrom, Etwa 200 Kleinplastiken modelliert Reichstein hier.
- Frankreich – Montpellier/Clermont de Herault, Auf Einladung des französischen Kulturinstituts in Dresden arbeitet Reichstein hier zusammen mit der französischen Bildhauerin Christine Mattia und stellt die Ergebnisse in Dresden aus.
- Papua-Neuguinea – Neuirland, 1995 und 1996, Bei den Malanganholzbildhauern erlernt Reichstein die indigene Maskenschnitzkunst.[6]
- Kolumbien – Sierra Nevada de Santa Marta, 1998, Arbeiten bei einem Priester des Kogistammes
- Thailand – Ban Pong/Ratchaburi, 1999 bis 2023, jährliche Arbeitsaufenthalte in der größten Buddhagießerei Thailands zum Modellieren und Gießen des Hauptoeuvres bestehend aus ca. 700 Groß- und Kleinplastiken aus Bronze, Messing und Aluminium.[7]
- Italien – Laas/Südtirol, 2011, Marmorsymposium und Ausstellung[8]

## Ausstellungen (Auswahl)

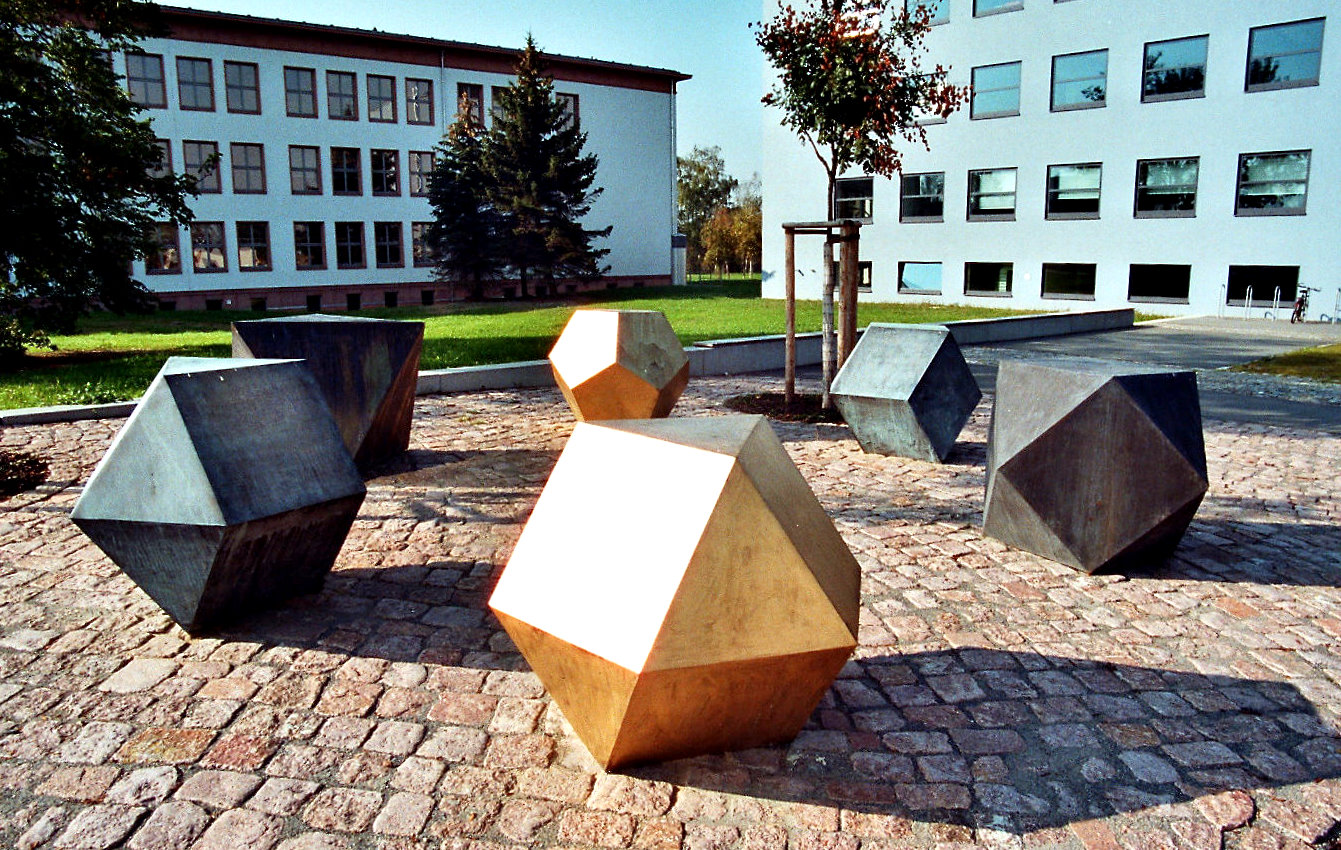
Würfelwiese – Polyederring aus Messing, Riesa 2006

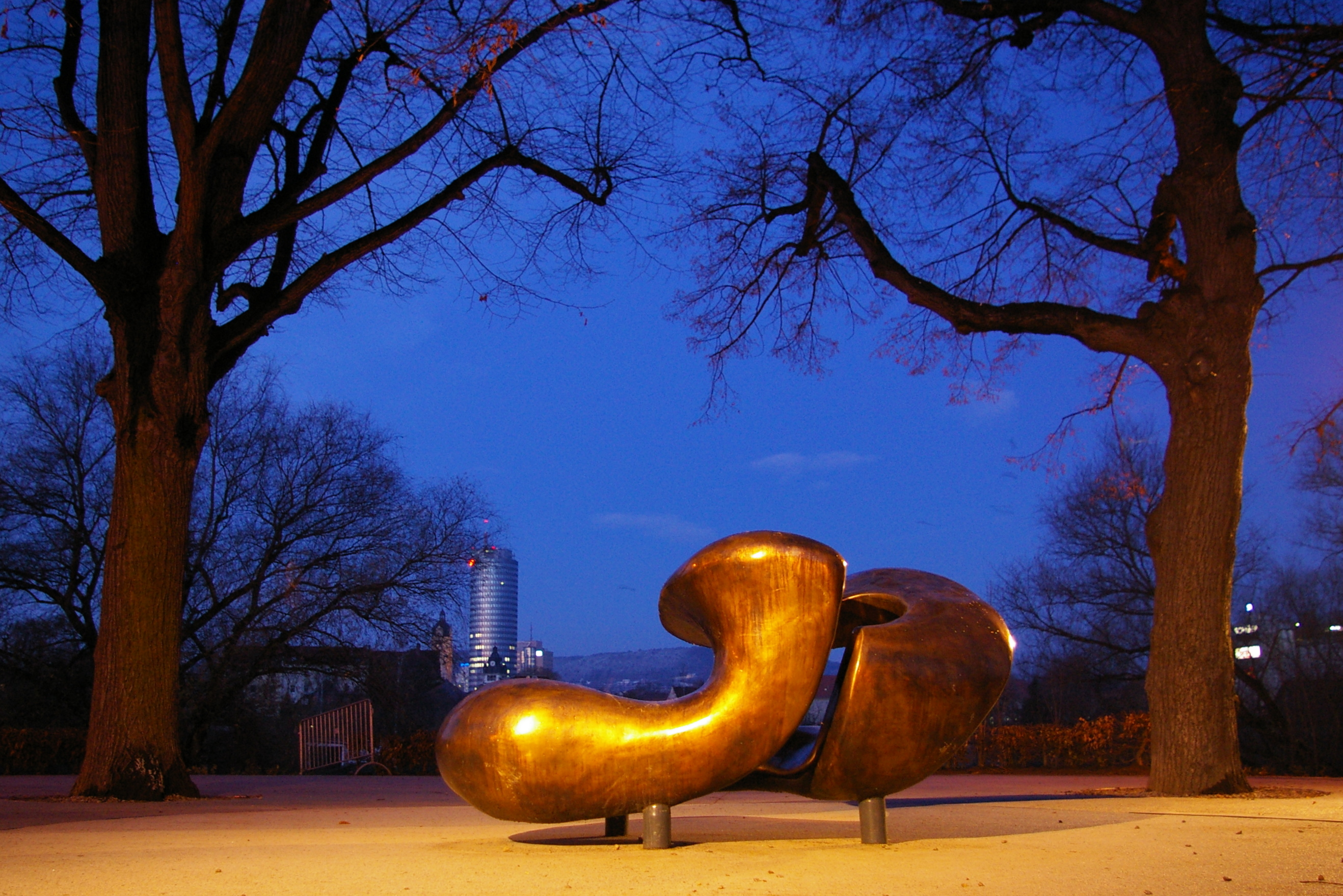
Saalewelle in Jena

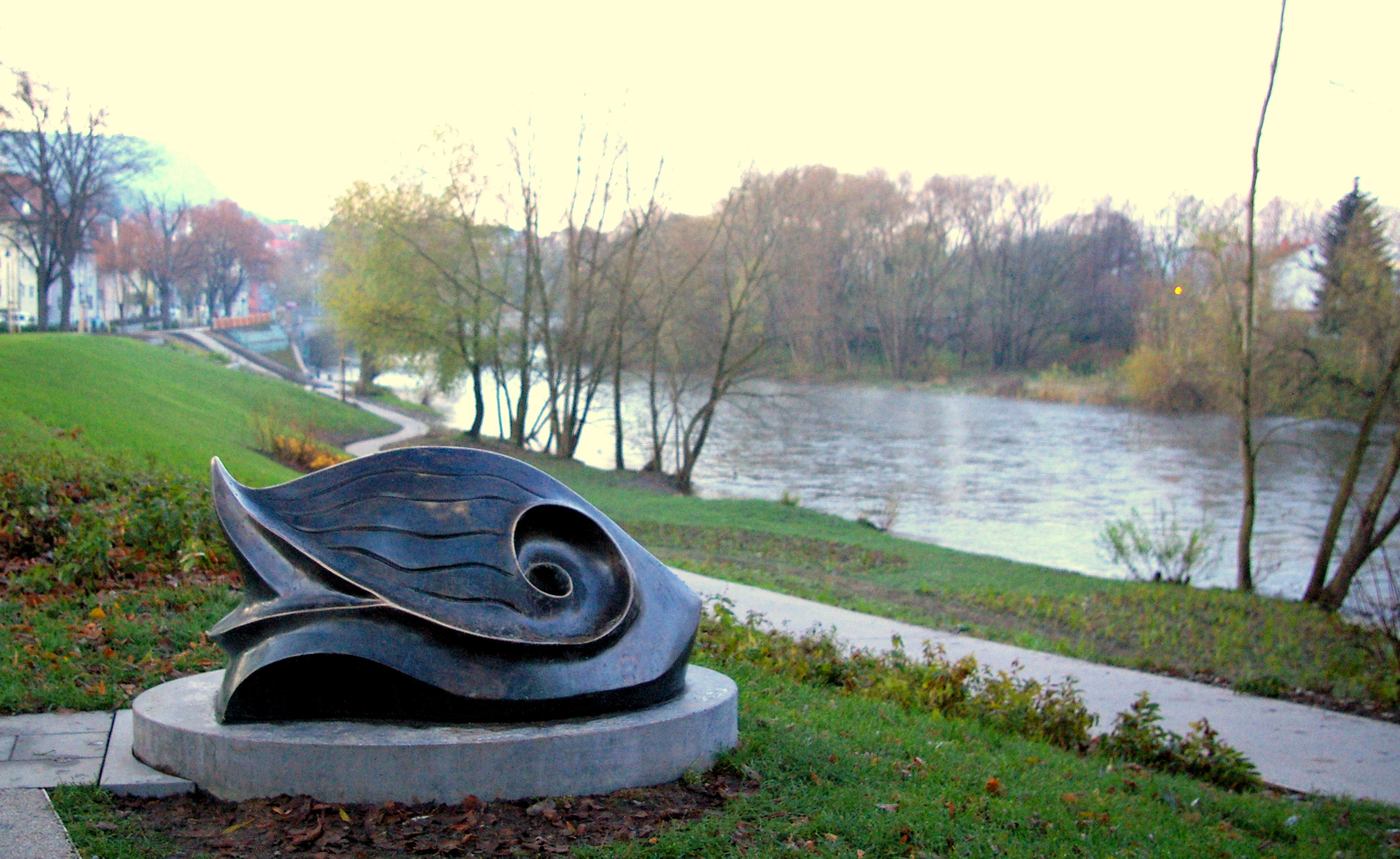
Big Fish

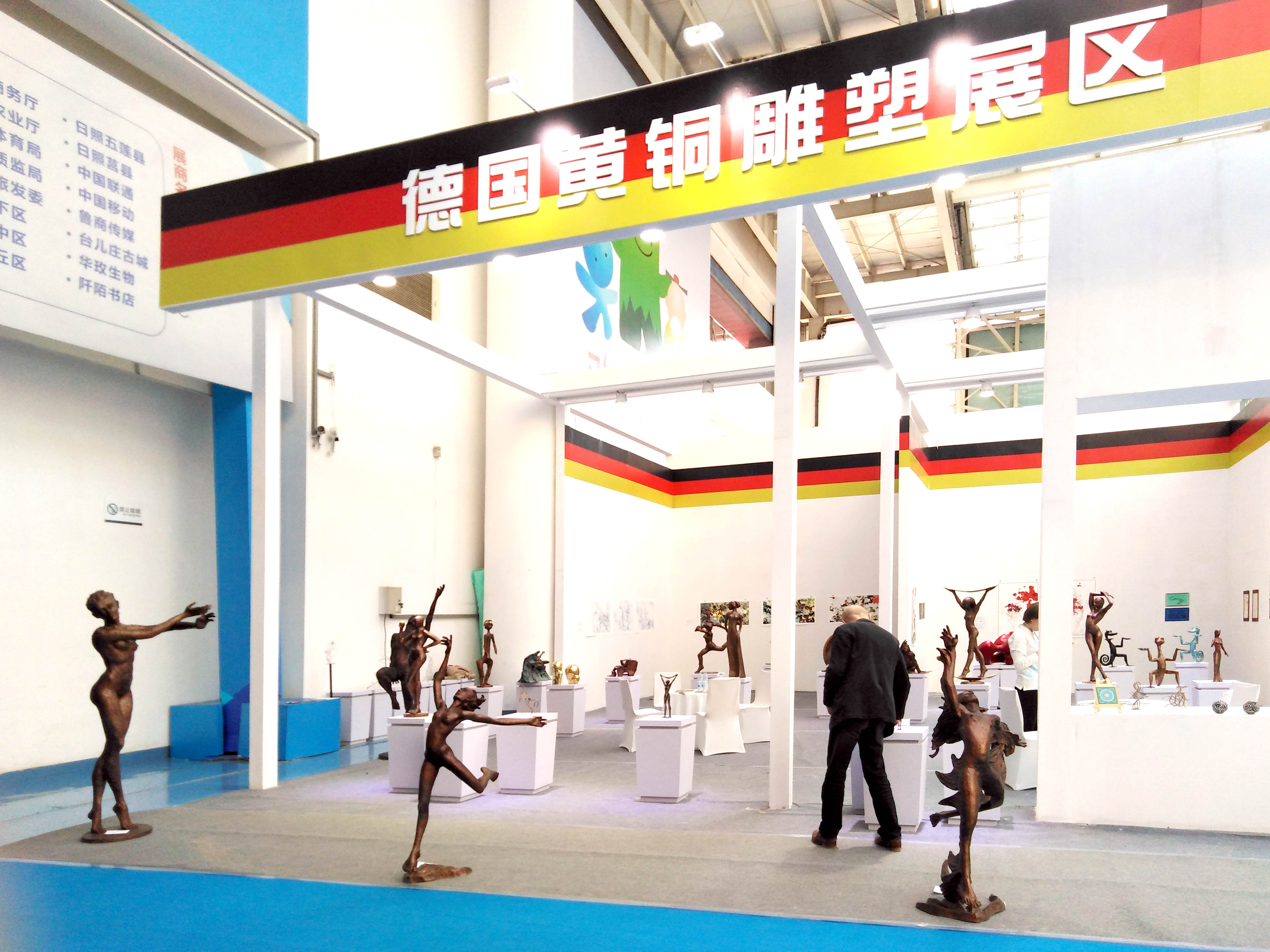
Messestand mit Plastiken von Thomas Reichstein auf der 7. Gesamtmesse der Provinz Shandong in Jinan, China

- Galerie Gebrüder Lehmann 1990 „Ferrum Vitalis“
- Galerie Autogen, 1991 „Stahl axial“
- Landhaus Dresden, Städtische Galerie 1992.
- Otomfo – Okomfo: afrikanischer Gelbguss von Thomas Reichstein 1992–1994, Kurator: Uwe J Gellner, Kloster unser Lieben Frauen, Museen der Stadt Magdeburg
- Export Import, Thomas Reichstein mit L. Azure, H. Lippmann und H. Stark: 2. Oktober bis 6. November 1994, Galerie Rähnitzgasse der Landeshauptstadt Dresden
- Thomas Reichstein – Kunstverständigung über Kontinente.[9] 1. Oeuvreausstellung in den Staatlichen Kunstsammlungen Dresden durch die Skulpturensammlung im Albertinum. 29. Oktober 2000 bis 31. Januar 2001, Kuratorin: Bärbel Stephan, kommissarische Direktorin der Skulpturensammlung der Staatlichen Kunstsammlungen Dresden[10]
- Galerie Sybille Nütt 2004, von quellgöttern, jungen pferden und dieser ahnung vom urklang der dinge ...[11]
- Galerie Tatzl Graz/Österreich 2006, Thomas Reichstein „auf draht“& Hans Staudacher[12]
- Figur-Abstrakt Ausstellungstrilogie in Bangkok in der deutschen Botschaft, im Goetheinstitut und im Central World Center. März bis April 2008, Initiator und Kurator W. Eckstein, Direktor des Goetheinstituts.
- Seemannskirche Prerow 2011, Ne-re-i-den und andere Bronze-Plastiken[13]
- Kunstverein Worpswede 2011; „Klavier und Geige - Werke von Karl Oppermann und Thomas Reichstein“ mit Prof. Karl Oppermann, Berlin[14]
- Markuskirche in Laas/Italien 2011[15]
- Schloss Pillnitz, 2011[16]
- Doreen Wolff und Thomas Reichstein: „Paar-a-dox“, 2012, Galerie in der Landesdirektion des Freistaates Sachsen[17]
- Bibliothek Stettin/Polen mit Timm Stütz 2013.
- Stadtarchiv der Landeshauptstadt Dresden 2013 mit Doreen Wolff[5]
- Kunstverein Worpswede, Sommerfreiluftausstellung „Livesize, Together-Alone“, Sommer 2014
- Galerie Waidspeicher der Landeshauptstadt Erfurt, Nov.–Dez. 2014 mit Andreas Eichstaedt, Plastiken und Malerei[18]
- Doppelausstellung in Westerland auf Sylt, Mai bis September 2015 Sechs lebensgroße Figuren auf dem Rathausvorplatz, Mai 2015 Galerie „Alte Post“ mit dem Kunstverein „Kunstfreunde Sylt“: Plastiken und Malerei von Thomas Reichstein und Doreen Wolff[19]
- SAP Dresden, Personalausstellung mit dem Fotografen Carsten Linke 2017[20]
- Kurpark Bad Mergentheim, Große Freiplastik-Personalausstellung von Mai 2018 bis November 2020[21]
- Lauda-Königshofen, Lauda-Fabrikgalerie, Personalausstellung „Alte Kunst-Neu gedacht“ 2018[22]
- Messe in Jinan City, Shandong Province, China, Oktober 2018, Personalstand mit je einem weiteren Werk von Doreen Wolff, Holger Lippmann, Catrin Große, Martina Künzel, Wolfgang Nickel, Stefan Schilling, Viola Schöpe, Gustav Steuer, Urs-Antoine Stöckli, Christine Jaschek, The 7th Shandong Cultural Industries Fair,[23]
- Messe in Jinan City, Shandong Province, China, September 2019, mit Doreen Wolff, The 8th Shandong Cultural Industries Fair[24]
- Personalausstellung mit Anna Grau in der Galerie KUNSTWERKBERLIN, Berlin-Moabit[25]
- Ausstellung „Reichstein – Gotik neu gedacht. Plastiken von Thomas Reichstein“ in der Albrechtsburg Meißen von Mai bis Oktober 2021[26]
- Ausstellung „Infinite Beauty“ in the ARC Gallery, Winchester, Vereinigtes Königreich vom 9.9.2022 – 16.11.2022, Gemeinsam mit zeitgenössischen, führenden, britischen Künstlern zeigt Thomas Reichstein seine Kunst in einer Ausstellung, die die Wechselwirkung zwischen Künstlern und der sie inspirierenden Natur den Rezipienten nahe bringt.[27]

## Werke

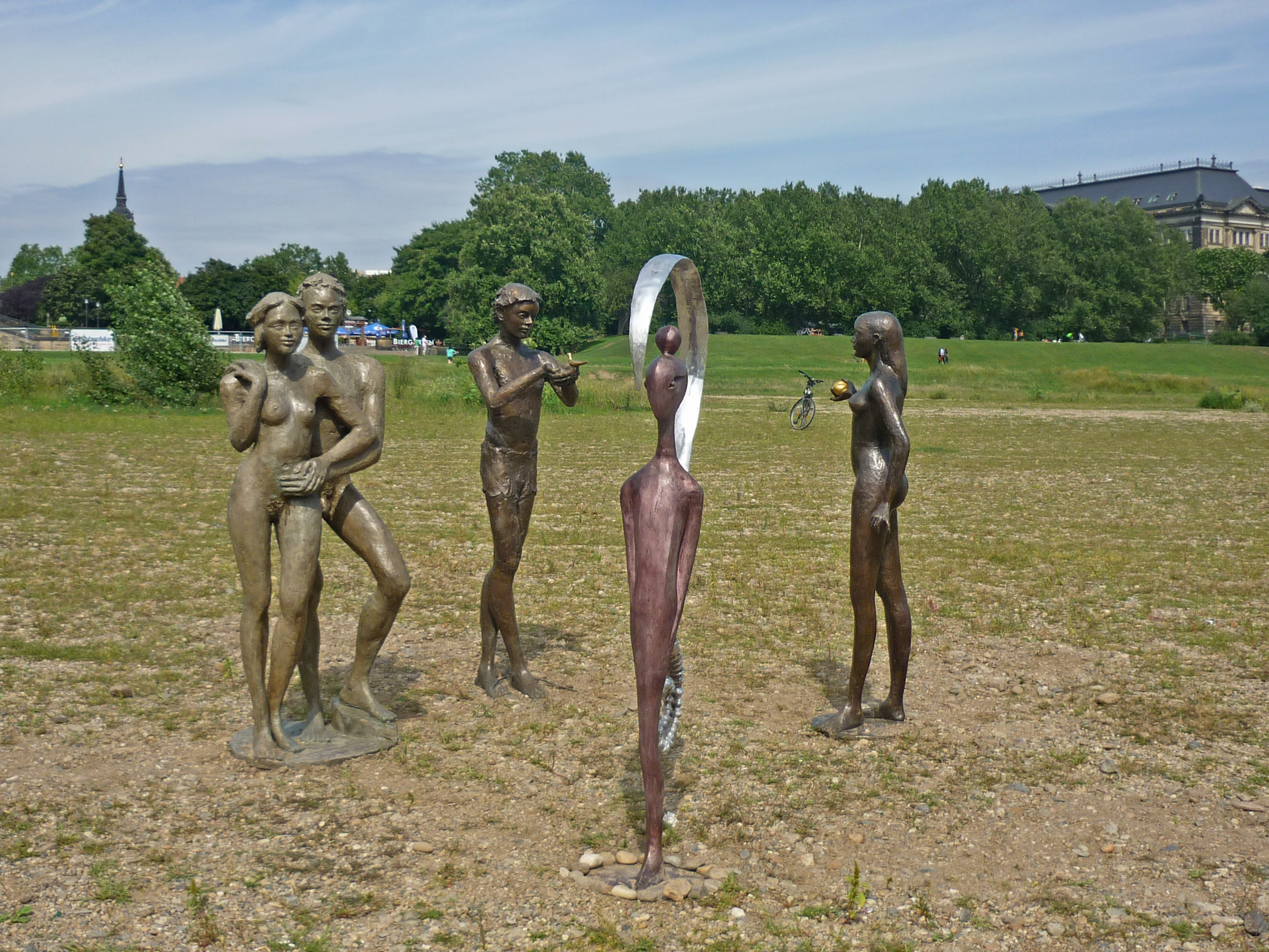
Skulpturengruppe an der Elbe: Schamane, ein Paar, Flora und Fauna

- „Arche“ – Kupferplastik. Dresdner Zoo, 1995.
- „Elbewächter“ – Sandsteinplastik. Tangermünde am Elbufer auf der Molenspitze der Mündung der Tanger, 1998.
- „Mamawata Ostara“ – Sandsteinplastik. Ostritz/Neisse, 2000.
- „Kentauer“ – Bambusplastik. Dresden, 2001. Olbrichtplatz, Teilzerstört durch Orkan Juni 2002.
- „Minos“ – Edelstahlplastik. Dresden, 2002. Stübelallee, Nähe Comeniusplatz
- „Saalewelle“ und „Big Fisch“ – Bronzeplastiken. Wenigenjenaer Saaleufer in Jena, 2007.
- „Würfelwiese“ – Polyederring aus Messing. Campus der Staatlichen Studienakademie in Riesa, 2006.
- „Nereidengruppe“ – Bronzeplastiken. Deutschen Botschaft Bangkok, 2010.
- Skulpturengruppe an der Elbe in Dresden, 2017.